# طائرة ورقية حارقة

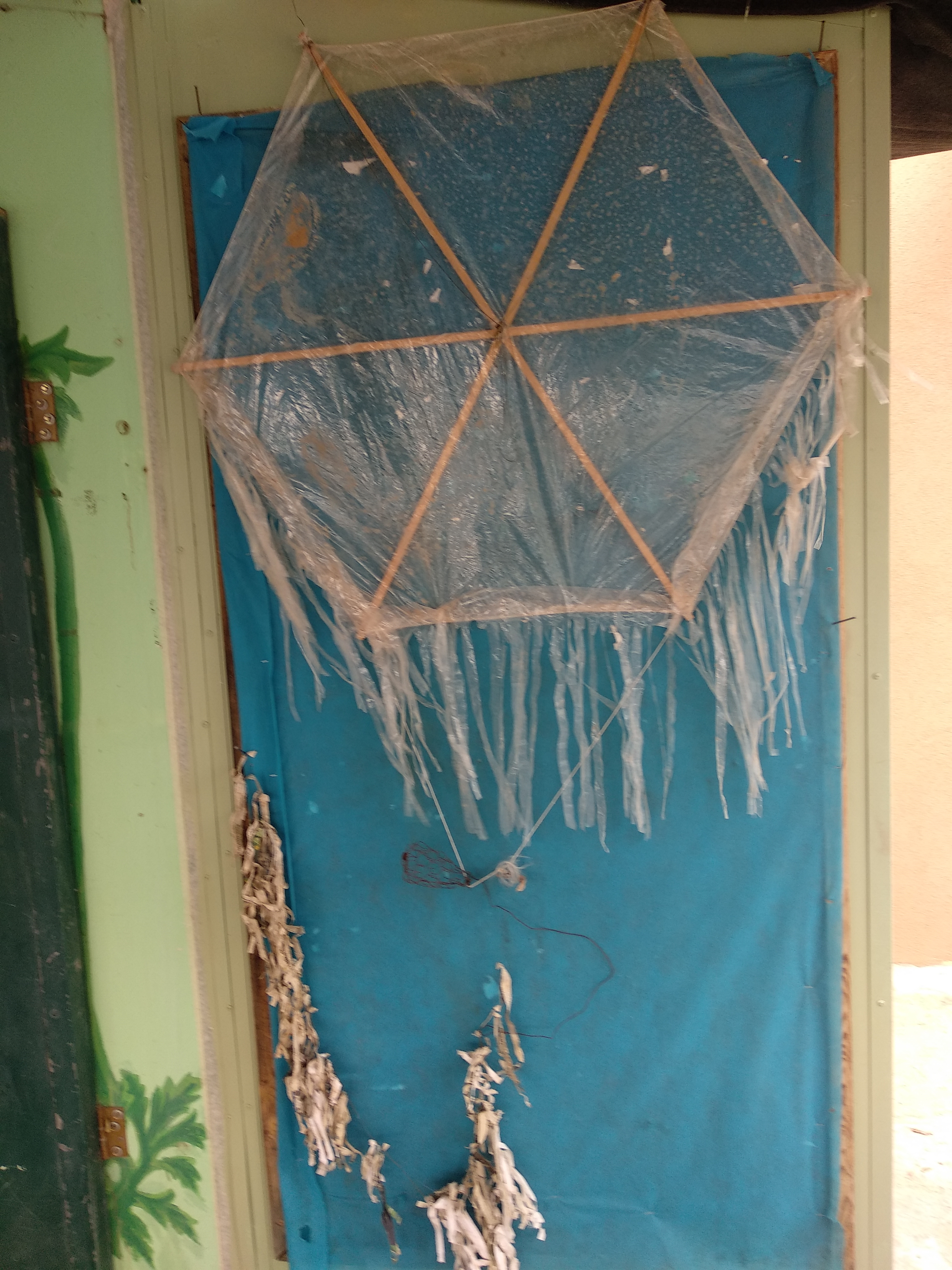
طائرة ورقية بالقنابل النارية بأداة مشتعلة ملحقة بنهاية ذيلها، مرسلة من غزة لإحداث حرائق في الأراضي المحتلة عام 1948.

طائرة ورقية حارقة أو طائرة ورقية مشتعلة، أو طائرة ورقية نارية هي طائرة ورقية مزودة بقنبلة أو جهاز حارق أو مولوتوف.

## الاستخدام الحالي

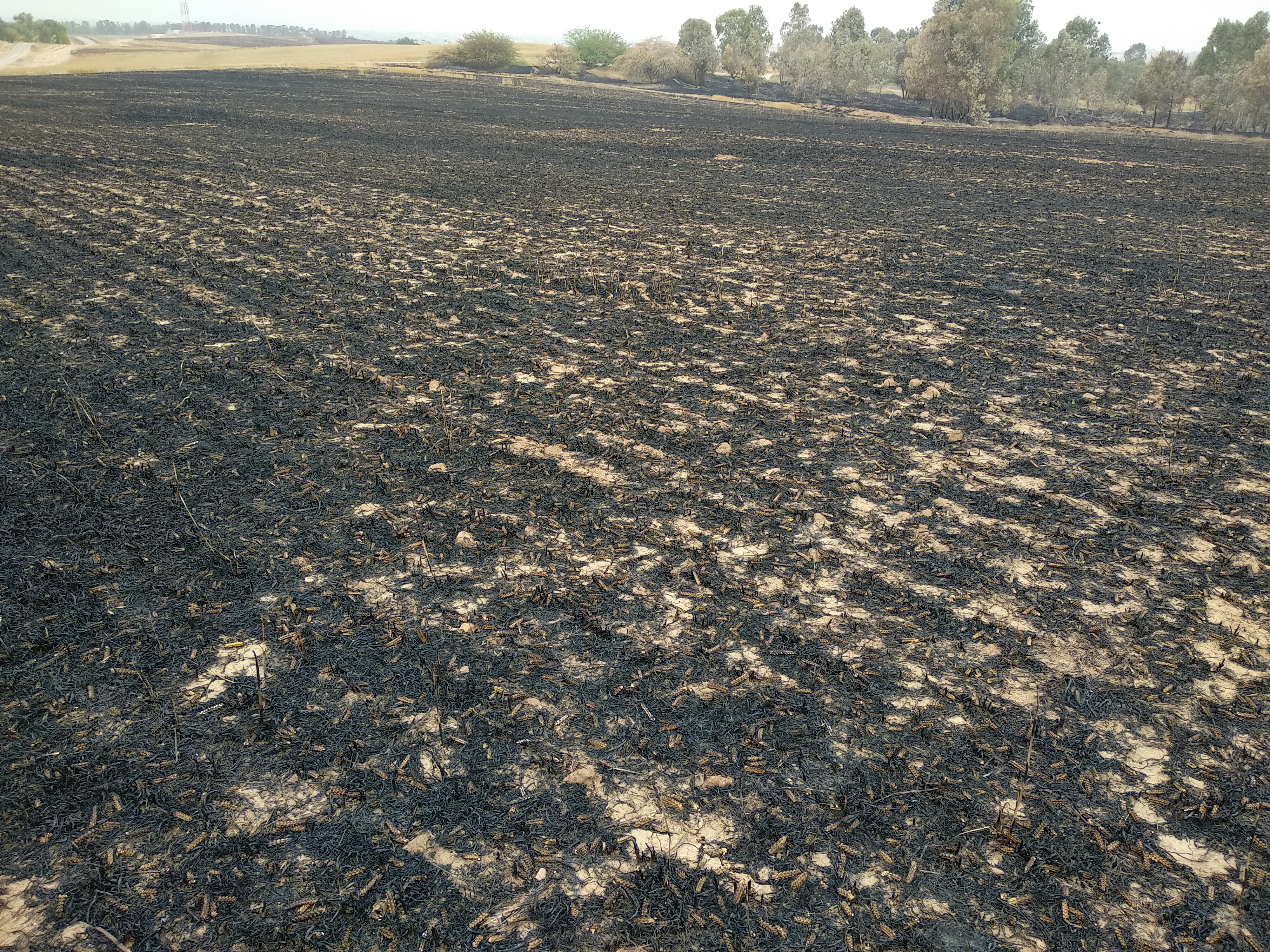
حقول محروقة بواسطة طائرة ورقية حارقة

منذ احتجاجات غزة الحدودية والتي بدأت عام 2018، قام فلسطينيون من قطاع غزة بإطلاق الطائرات الورقية يرافقها قنابل نارية باتجاه الأراضي الفلسطينية المحتلة عام 1948؛ مما أدى إلى اشتعال النيران في الجانب الإسرائيلي، منذ بداية مايو 2018، تم استخدام بالونات حارقة طويلة المدى مليئة بالهيليوم، تم ابتكارها من بالونات الحفلات والعوازل، إلى جانب الطائرات الورقية.
وفقًا لتقرير في موقع واي نت، اعتبارًا من 10 يوليو 2018، سببت الطائرات الورقية والبالونات الحارقة 678 حريقًا في فلسطين المحتلة، حيث أحرقت 910 هكتارًا من الغابات، و610 هكتارات من المحاصيل الزراعية، وكذلك الحقول المفتوحة. سقطت بعض البالونات في مناطق مجلس إشكول الإقليمي، ومجلس سدوت نيغيف الإقليمي، ولم تصب أحدًا. وصل بالون واحد فقط إلى بئر السبع، على بعد حوالي 40 كيلومترًا من قطاع غزة.